# Andrena stabiana
Andrena stabiana är en biart som beskrevs av Morice 1899. Andrena stabiana ingår i släktet sandbin, och familjen grävbin. Inga underarter finns listade i Catalogue of Life.